# Browning M1918
Браунинг M1918 (англ. Browning M1918), полное название Browning Automatic Rifle или аббревиатура BAR (с англ. — «Автоматическая винтовка Браунинга») — автоматическая винтовка или ручной пулемёт конструкции Джона Мозеса Браунинга, а также одноимённое семейство автоматических винтовок, которые состояли на вооружении армий разных стран мира в течение XX века. Конструктивно представляет собой оружие с воздушным охлаждением ствола, газоотводной автоматикой и магазинным питанием. Первый вариант получил название именно M1918 и использовал для стрельбы патроны .30-06 Springfield (7,62x63 мм): эта автоматическая винтовка была создана в 1917 году Джоном Браунингом специально для Экспедиционного корпуса США в Европе и пошла на замену французским ручным пулемётам типа Шоша и типа Гочкисс (Бене-Мерсье).
Браунинг М1918 был разработан специально для пехотинцев, идущих в атаку. Пулемёт можно было носить на ремне, из него можно было и стрелять от бедра (в условиях окопной войны подразумевалась необходимой для солдата техника стрельбы на ходу), однако чаще американские солдаты использовали его в качестве именно ручного (стационарного) пулемёта, устанавливая прямо на сошки (они появились в более поздних образцах). Пулемёт некоторое время применялся в боях Первой мировой войны, а на вооружение официально поступил в 1938 году как переносной ручной пулемёт. Ярче всего он проявил себя во Второй мировой, Корейской и Вьетнамской войнах. В конце 1950-х годов пулемёт Браунинг М1918 начали снимать с вооружения: на замену ему пришли пулемёты M60 (в 1957 году) и M249 (в середине 1980-х годов).

## Конструкция

### Принцип работы
Винтовка Browning M1918 классифицируется как автоматическая, с воздушным охлаждением и отводом пороховых газов. Её конструкция состоит из 125 деталей (в том числе 11 пружин). Газоотводный узел винтовки расположен под стволом. Запирание затвора осуществляется рычагом, соединённым с затворной рамой: рычаг (качающаяся в вертикальной плоскости личинка) шарнирно крепится к ушку, находящемуся в средней части затвора, а затвор крепится через шарнирную серьгу к затворной раме. Вверху фрезерованной коробки имеется выступ. В направляющей трубке помещена возвратно-боевая пружина, воздействовавшая на шток газового поршня.
Рычаг (личинка) после движения вперёд сочленённой с ним затворной рамы запирает затвор под действием возвратной пружины, перекашиваясь вверх и цепляясь своей опорной поверхностью за опорную поверхность выступа ствольной коробки (входя в специальный паз). Затвор во время движения рамы доходит до пенька ствола и останавливается, затворная рама поворачивает серьгу и поднимает заднюю часть запирающего рычага, после чего производится выстрел. При этом рукоятка заряжания остаётся неподвижной. После выстрела происходит отпирание затвора, и рама отводится назад под давлением пороховых газов неподвижно соединённым с ней газовым поршнем. Рычаг опускается, возвращаясь в горизонтальное положение, и отпирает канал ствола. Возвратная пружина при интенсивной стрельбе перегревается и ослабевает. Вкладыш, размещённый под осью серьги, препятствует преждевременному отпиранию канала ствола, не позволяя рычагу и серьге опуститься, пока затворная рама не дойдёт до нужного положения. Удаление гильзы осуществляется подпружиненным выбрасывателем затвора и жёстким отражателем спусковой коробки, гильза вылетает вправо. Затворная рама в крайней задней точке ударяется в буфер, размещённый в прикладе с возвратной пружиной.

### Характеристики стрельбы
Стрельба осуществляется с открытого затвора («с заднего шептала»), оружие использует 20-патронные магазины с винтовочными патронами типа .30-06 Springfield и остроконечной пулей (иногда производились и магазины на 40 патронов для зенитных вариантов, но их сняли с производства с 1927 года). Ствол оснащён компенсатором-пламегасителем. Рукоятка затвора слева. Стрельба может вестись как одиночными выстрелами, так и в режиме непрерывного огня, вследствие чего переводчик огня имеет три положения — S (safe, предохранитель), F (fire, одиночный огонь) и A (automatic, непрерывный огонь). Первоначальный вариант предусматривал также закреплённый деревянный приклад и механический регулируемый прицел, обеспечивавший попадания на расстояниях от 100 до 1500 ярдов (примерно от 91,44 до 1371,6 м). На большинстве образцов устанавливались рамочный диоптрический прицел и мушка треугольной формы.
По своей сути BAR не может строго классифицироваться ни как автоматическая винтовка, поскольку является слишком тяжёлым для любой магазинной винтовки (так, самозарядная винтовка M1 Garand легче как минимум в 2 раза, чем BAR), ни как ручной пулемёт. Хотя BAR легче любых других ручных пулемётов, ведение огня с открытого затвора приводит к низкой эффективности стрельбы одиночными выстрелами — вести непрерывный огонь из этого оружия от плеча с учётом мощности используемого патрона мог только сильный и подготовленный стрелок. Малая ёмкость магазина, низкая скорострельность и несменяемый ствол существенно ограничивают эффективность BAR как ручного пулемёта — скорострельность снижалась ещё и по той причине, что на перезарядку магазина у стрелка уходило время.

### Экспериментальный образец со штыком
Использование штыка не предусматривалось, однако один экспериментальный вариант от компании Winchester всё же увидел свет: это была автоматическая винтовка со штыком образца 1917 года, который крепился одновременно с пламегасителем. Образец хранится ныне в музее компании в Нью-Хейвене (штат Коннектикут) с надписью о производителе на одной стороне — Winchester Repeating Arms Co./New Haven Conn. — и названием образца на другой стороне — Combined Flash Hider, Front Sight and Bayonet Mount for Browing Automatic Rifle Model 1918 with Bayonet and Scabbard. Указана дата (7 сентября 1918 года), заводской номер отсутствует.

## История появления

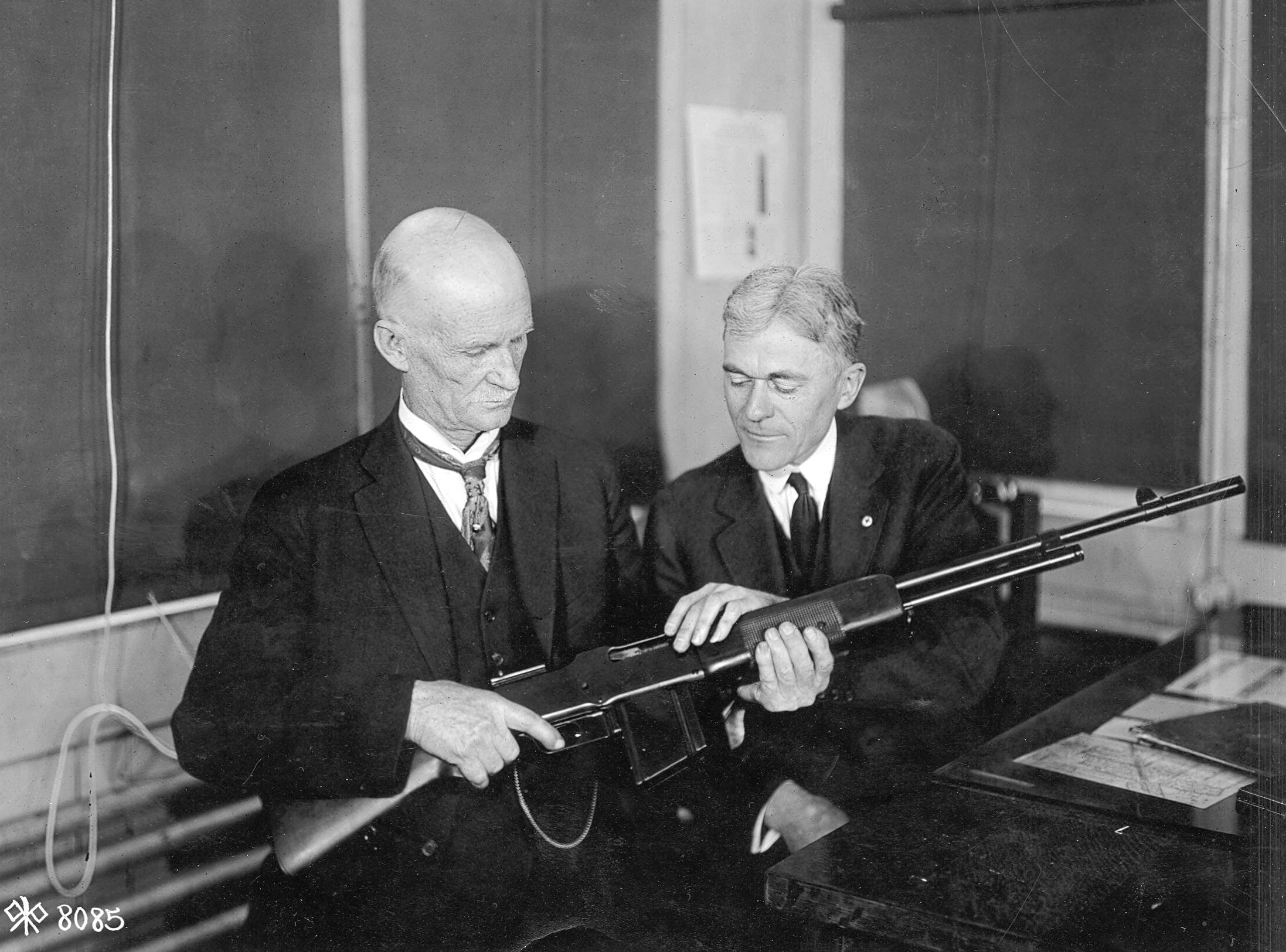
Джон Мозес Браунинг, изобретатель винтовки, и Фрэнк Бёртон, главный конструктор компании Winchester, осматривают серийный образец винтовки

В Первую мировую войну США вступили с очень маленьким и бедным арсеналом пулемётов как собственного, так и импортного производства. Причиной тому были огромные бюрократические сложности постановки их на вооружение и отсутствие понятных инструкций в военной доктрине в отношении пулемётов. США объявили войну Германии 6 апреля 1917 года, и на тот момент в распоряжении американцев, специально готовившихся к окопной войне, из пулемётов были 670 Hotchkiss Mle 1909, 282 M1904 Maxim и 158 Colt-Browning M1895. После долгих споров было принято решение, что войскам нужны ручные пулемёты, но американцы не могли выбрать, где их закупать: в Великобритании или Франции. Проблема заключалась в том, что патроны для винтовок и пулемётов были абсолютно разного типа.

### Развитие

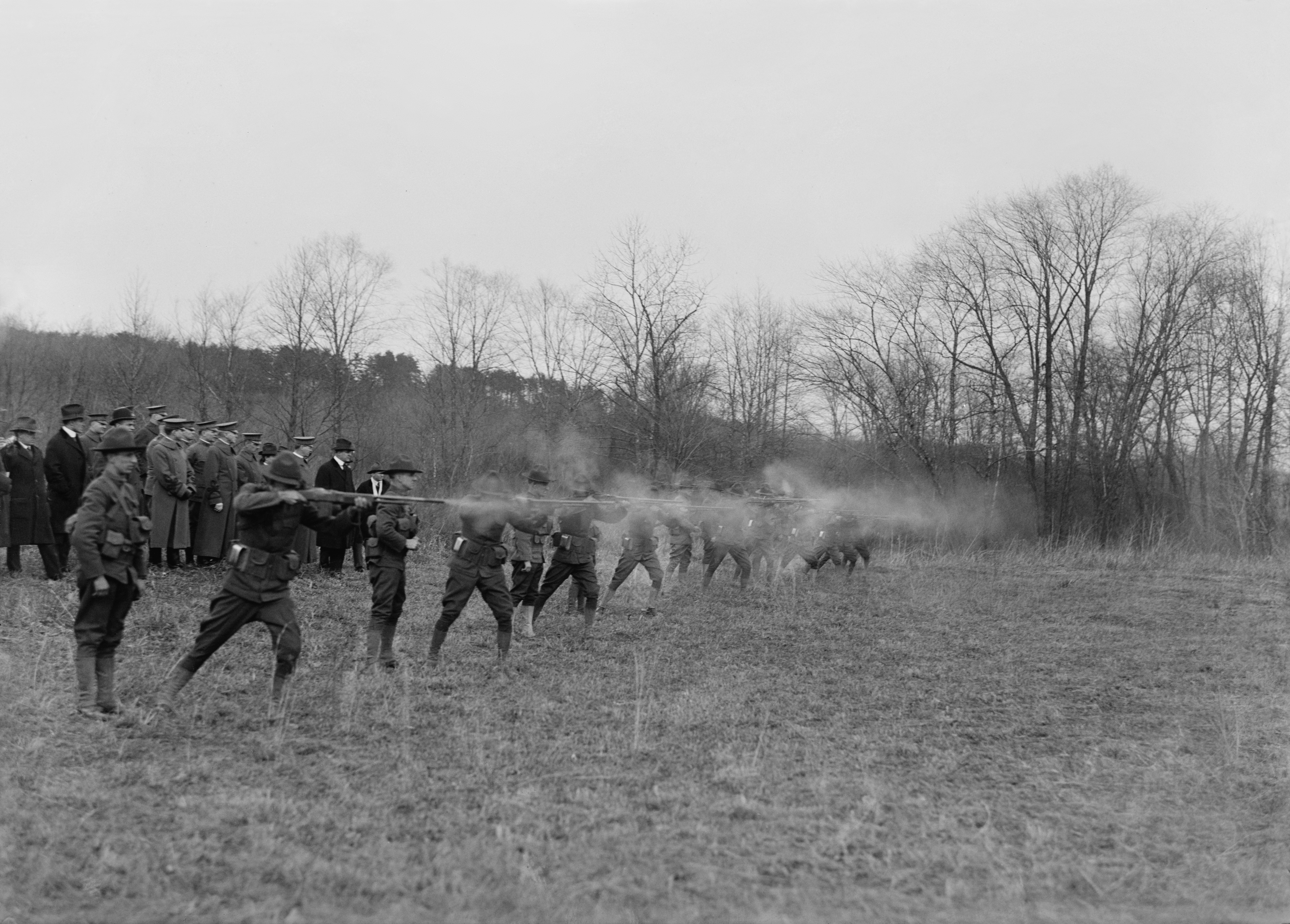
Показательная стрельба из BAR

Незадолго до вступления США в войну Джон Браунинг был вызван в Вашингтон, где представил два варианта автоматического оружия для демонстрации — станковый пулемёт с водяным охлаждением и автоматическую винтовку (она же ручной пулемёт), которая тогда носила название Browning Machine Rifle или BMR сокращённо. Оба варианта использовали патроны для винтовки Спрингфилда. Демонстрация возможностей обоих образцов была проведена на юге Вашингтона, на Конгресс-Хайтс 27 февраля 1917 года. В присутствии 300 человек (высшего военного руководства страны, членов Конгресса США, сенаторов, иностранных делегатов и журналистов) солдаты совершили несколько залпов из оружия, впечатлив зрителей: сразу же был подписан контракт на производство автоматической винтовки Браунинга, а пулемёт M1917 отправили на дальнейшее тестирование.
Дополнительные проверки проводились по просьбе артиллеристов Армии США в оружейной компании Springfield в мае 1917 года. Оба образца были открыто рекомендованы для поступления на вооружение американских войск. Чтобы не перепутать автоматическую винтовку со станковым пулемётом, станковому пулемёту официально присвоили обозначение M1917, а винтовке — обозначение M1918 или полное название Rifle, Caliber .30, Automatic, Browning, M1918. 16 июля 1917 года оружейной компании «Кольт» поступил заказ на 12 тысяч автоматических винтовок: компания получила эксклюзивный патент № 1293022 на производство данных образцов оружия. Однако у компании уже были заказы на производство пулемётов «Виккерс» для британской армии, поэтому «Кольт» просил отсрочить начало производства, чтобы подготовить свой филиал в Меридене (штат Коннектикут). Просьбу об отсрочке не удовлетворили, и в итоге производством занялась компания «Винчестер». Именно благодаря «Винчестеру» винтовка приобрела свой текущий вид, а компания подготовила её для массового производства: в частности, механизм выброса гильз стал правосторонним (ранее гильзы выбрасывались прямо вперёд).

### Первоначальное производство M1918
Производство автоматических винтовок Браунинга компанией «Винчестер» не велось до февраля 1918 года, а план производства был составлен в атмосфере спешки. Уже в самом начале производства 1800 образцов оружия были признаны бракованными, поскольку большинство их деталей не были взаимозаменяемыми. Из-за этого инцидента производство было приостановлено на некоторое время: необходимо было найти и устранить ошибки в производственном процессе, чтобы предотвратить повторение подобных случаев. «Винчестер» должен был произвести по контракту 25 тысяч автоматических винтовок. К июню 1918 года были готовы уже 4 тысячи экземпляров, а с июля объём производимой продукции вырос до 9 тысяч винтовок в месяц. Вскоре к производству BAR также приступили компании «Кольт» и «Марлин-Роквелл». С одной стороны, «Марлин-Роквелл» по контракту производил винтовки для армии Бельгии на заводе Mayo Radiator Corporation (другое оружие там не производилось): первый образец сошёл с конвейера 11 июня 1918 года, всего в день компания производила до 200 единиц оружия. С другой стороны, «Кольт» произвёл всего 9 тысяч винтовок к моменту перемирия с Германией, поскольку был занят выполнением других заказов.
Всего эти три компании в день производили в среднем 706 винтовок, а к концу войны выпустили около 52 тысяч единиц. С 1918 по 1919 годы ими было произведено ещё 102 125 винтовок (16 000 — «Кольт», 47 123 — «Винчестер», 39 002 — «Марлин-Роквелл»). Первые образцы BAR прибыли во Францию к июлю 1918 года, и первым воинским формированием, оснащённым данным оружием, стала 79-я пехотная дивизия Армии США. К ноябрю 1918 года было произведено уже 52 тысячи автоматических винтовок Браунинга, которыми предполагалось вооружить войска в случае дальнейшего продолжения войны. Французская армия тоже сделала заказ на 15 тысяч ручных пулемётов Браунинга, стремясь заменить ненадёжный ручной пулемёт Шоша.

## Варианты и модификации

### В США

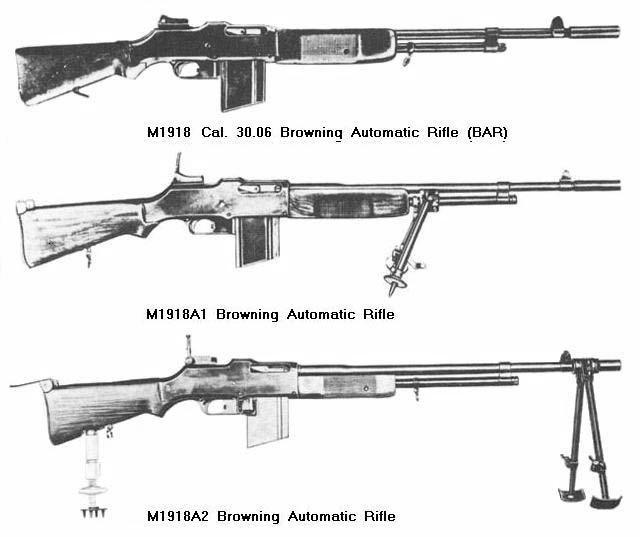
Варианты M1918: M1918 под патрон .30-06 Springfield, M1918A1 и M1918A2

За время своей долгой службы автоматическая винтовка Браунинга непрерывно развивалась, порождая множество дополнений и модификаций. Первая попытка развития первоначальной модели M1918 (за два года было выпущено примерно 102 125 шт.) привела к появлению ручного пулемёта M1922, который поступил на вооружение кавалерийских частей Армии США в качестве замены ручного пулемёта Бене-Мерсье. В этом варианте использовались новый тяжёлый ствол с поперечным оребрением, регулируемая двуножная сошка массой 1,42 кг (устанавливалась на поворотном кольце ствола) с це́ликом, дополнительная складная опора, ремень с антабкой на прикладе (слева, как у кавалерийского карабина) и новая задняя торцевая пластина. Масса образца варьировалась от 7 до 9,1 кг, а сам он не прижился в американской армии, поскольку не соответствовал в полной мере требованиям к ручному пулемёту: на момент начала Второй мировой войны на вооружении остались очень немногие образцы M1922.
Затем автоматическую винтовку адаптировали к новой 11,3-граммовой тяжёлой пуле .30 M1 Ball, которую могли использовать также магазинная винтовка Springfield M1903 и станковый пулемёт Browning M1917. Адаптация винтовки под пулю началась приблизительно в середине 1920-х годов. Дальность стрельбы M1 Ball из BAR составляла примерно 2,29 км против 1,82 км у винтовки «Спрингфилда», но при этом баллистические характеристики пули сильно влияли на точность стрельбы, вследствие чего для BAR были разработаны новые прицельные приспособления. Впервые эксперимент по замене прицельных приспособлений для пуль M1 Ball решили поставить на пулемётах M1917 в 1922 году.

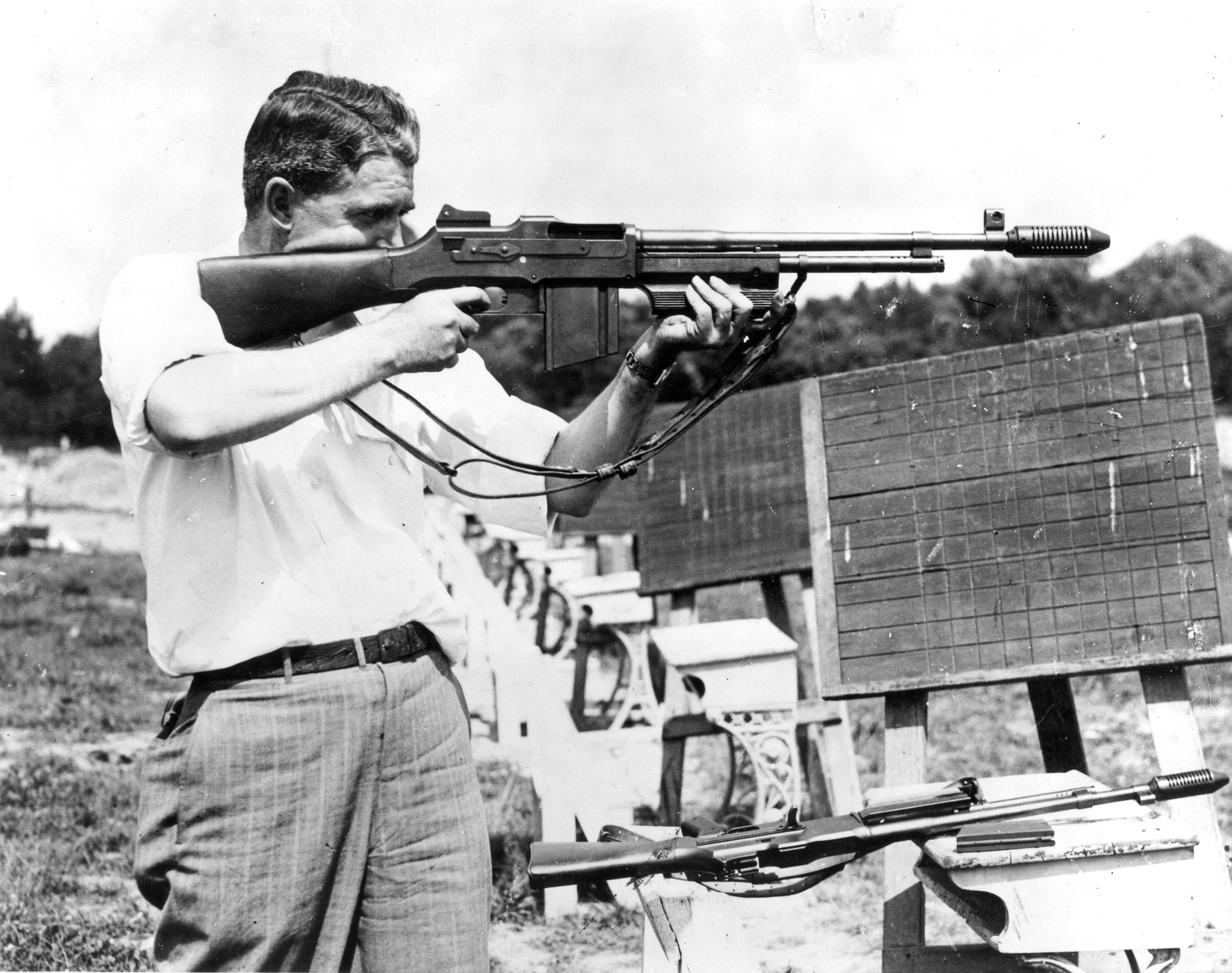
Агент ФБР с Colt Monitor R80 — полицейской модификацией BAR, отличающейся пистолетной рукояткой и укороченным до 475 мм стволом с компенсатором отдачи

В 1931 году компания Colt Arms Co. представила новый образец винтовки под названием Colt Monitor Automatic Machine Rifle (R 80). Оружие предназначалось для тюремной охраны и подразделений спецслужб. Разработанная для ведения прицельного непрерывного огня в положении стоя, винтовка Colt Monitor не имела сошек, но при этом располагала пистолетной рукояткой и прикладом, скреплённым с облегчённой ствольной коробкой и укороченным стволом со 100-мм компенсатором Каттса (по одним данным, длина ствола насчитывала 458 мм, по другим — 475 мм). При весе примерно в 7,3 кг скорострельность винтовки достигала 500 пуль/мин. Около 125 таких образцов были произведены, 90 из них были закуплены ФБР, 11 — Казначейством США, остальные были проданы различным государственным тюрьмам, банкам, охранным компаниям и полицейским отделениям. За границу не был продан ни один экземпляр, несмотря на существовавшую возможность. Colt Monitor является самым лёгким по массе образцом стрелкового оружия, когда-либо использовавшего патроны .30-06 Springfield, но ограниченные по вместимости 20-патронные магазины снизили его эффективность. Впрочем, скорострельность любых ручных пулемётов Браунинг M1918 при использовании магазинов (не патронных лент) не превышала 60—80 выстрелов в минуту, как и у любых других моделей на основе M1918.
В 1932 году значительно укороченный вариант M1918 BAR, предназначенный для военных действий партизанского типа (англ. bush warfare), был разработан майором КМП США Г. Л. Смитом и получил оценку в отчёте капитана Меррита О. Эдсона, офицера снабжения при штабе квартирмейстера в Филадельфии. Длина ствола была сокращена до 229 мм с изменением расположения элементов газоотводного механизма. Масса винтовки составляла 6,23 кг при общей длине в 876 мм. По сравнению со стандартной M1918 этот вариант был более точным при непрерывной стрельбе в позиции лёжа, равноценен M1918 на расстоянии в 500—600 ярдов при стрельбе на ходу, но уступал по точности при стрельбе «с плеча», а звук стрельбы был слишком громким при наличии дульного тормоза (согласно одному из наблюдений, он был сравним со звуком стрельбы 37-мм зенитной пушки). Установка компенсатора Каттса уменьшила интенсивность дульной вспышки, но теперь стрелка могли выдать дым и пыль, поднимавшиеся вверх после стрельбы, а при автоматическом огне компенсатор делал оружие менее удобным в обращении. Отчёт рекомендовал произвести хотя бы шесть таких ручных пулемётов для дальнейшей эксплуатации, но все работы над этим проектом были свёрнуты.
24 июня 1937 года на вооружение заступила ещё одна модель — M1918A1, у которой были облегчённые сошки с устройством регулировки высоты их крепления, присоединённым к газоотводной трубке, откидная плечевая опора и шарнирный стальной затыльник приклада. Новый вариант должен был усилить эффективность стрельбы очередями и управление оружием во время непрерывной стрельбы, однако масса образца выросла до 8,2 кг, что было на 1 кг больше по сравнению с оригинальным BAR. В целом модель представляла собой больше ручной пулемёт, чем автоматическую винтовку. Большая часть образцов M1918A1 и M1918 позже были переделаны под новый вариант M1918A2; очень немногие образцы M1918A1 сохранились в американских частях до начала Второй мировой войны.
В апреле 1938 года началась работа над очередной модификацией BAR для Армии США. Военные считали, что BAR должен служить лёгким пулемётом для огневой поддержки. Первые прототипы новой модели были оснащены двуножными сошками, крепившимися к стволу, а также пистолетной рукояткой и регулятором скорости огня, заимствованным у FN Herstal. Регулятор скорости огня хорошо зарекомендовал себя на испытаниях, а пистолетная рукоятка позволила стрелку вести огонь из положения лёжа. Но в 1939 году Армия США объявила о том, что все модификации оружия должны предусматривать его переоборудование к стандартному варианту без потери взаимозаменяемости деталей. Это поставило крест на регуляторе скорости огня и пистолетной рукоятке от FN Herstal.
30 июня 1938 года был утверждён ещё один вариант винтовки, M1918A2. Масса нового образца составляла 8,8 кг. Пистолетная рукоятка от FN и регулятор скорости огня с двумя скоростями стрельбы были отвергнуты, и им на замену пришёл регулятор от Springfield Armory, находившийся в прикладе и предусматривавший две скорости непрерывного огня, каждую из которых можно было установить путём перевода в нужное положение селектора — F (300—450 выстрелов в минуту) и A (500—550 выстрелов в минуту). Кроме того, сошку с опорой в виде диска прикрепили к концу дульной части ствола, крепление для магазинов установили ближе к спусковой скобе, цевье было укорочено, для более эффективного охлаждения был добавлен теплозащитный экран. В комплект к каждому экземпляру винтовки входили сошки-монопод. Сам же пулемёт стал средством огневой поддержки взвода. Целик также был подогнан под новую, лёгкую пулю M2 Ball. Приклад изготавливался из грецкого ореха и был длиннее примерно на 25 мм, чем у базовой модели. Ствол был оснащён новым пламегасителем и регулируемым механическим прицелом. Позднее во время войны к пулемёту добавили ручку для переноски, а от плечевой опоры полностью отказались.
По причине бюджетных ограничений первоначальное производство заключалось в обычной переделке старых BAR M1918 в новые M1918A2 при ограниченном количестве M1918A1 и M1922. После начала войны была поставлена задача расширить производство M1918A2, связанная с тем, что все инструменты для обслуживания BAR M1918 оказались непригодными для современного производственного оборудования. Новое производство началось на заводах New England Small Arms Corp. и International Business Machines Corp. (168 тыс. экземпляров было произведено на этих заводах, всего же было произведено около 229 тыс. экземпляров — с перерывами с 1940 по 1953 годы). В 1942 году недостаток чёрного орехового дерева для прикладов и рукояток стал стимулом для производства пластикового приклада BAR. Состоявшие из бакелита и резинокса и пропитанные измельчённой тканью приклады подвергались пескоструйной обработке для снижения бликов. Firestone Rubber and Latex Products Company производила пластиковые приклады для Армии США с 21 марта 1942 года. В 1940 году устаревшими были объявлены пулемёты M1922, но они использовались позднее «мародёрами Меррилла» в Бирме как чуть более лёгкая альтернатива M1918A2.
В 1943 году IBM разработала метод литья приёмников патронов из нового типа ковкого чугуна, который продвигался отделом Сагино компании General Motors и получил название ArmaSteel: вследствие этого темпы производства возросли. После успешных тестов в оружейной завода Springfield ответственный за снабжение поручил другим производителям винтовок переключиться на данный сорт чугуна. Производство M1918A2 возобновилось во время Корейской войны, а производителем стала компания Royal McBee Typewriter Co., которая произвела 61 тысячу экземпляров дополнительно.

### На экспорт
Винтовка BAR была востребована за пределами США, и её различные варианты поставлялись за границу. В 1919 году компания Colt выпустила коммерческий вариант под названием Automatic Machine Rifle Model 1919, имевший внутренний вариант обозначения Model U. По сравнению с M1918 у этого варианта возвратный механизм был вставлен внутрь приклада чуть дальше, чем газоотводная трубка; также отсутствовал пламегаситель. Последующий вариант, Model 1924, включал в себя пистолетную рукоятку и другое цевьё. Эти винтовки выпускались под патроны .30-06 Springfield (7,62×63 мм), 7,65 × 53 мм Belgian Mauser, 7 × 57 мм Mauser, 6,5 × 55 мм, 7,92 × 57 мм Mauser and .303 British (7,7 × 56 мм R). Все автоматические винтовки Кольта калибра 6,5×55 мм продавались непосредственно FN Herstal.
Улучшенный вариант, Model 1925 (R75) стал самым популярным среди распространённых за границей. У него был более тяжёлый, укороченный ствол с двуногой сошкой; этот вариант имел также защитный слой на магазинном приёмнике и выбрасывателе гильз (американские патенты № 1548709 и 1533968). Модель производилась под те же патроны, что и Model 1919, за исключением патронов 6,5 × 55 мм. Существовал также укороченный вариант R75A с быстросменным стволом, выпущенный в 1924 году в ограниченном количестве для нужд армии Нидерландов. С 1921 по 1928 годы для продажи за границу компанией FN Herstal было выпущено 800 экземпляров BAR по лицензии от Colt.
Все автоматические винтовки производства Colt (в том числе Colt Monitor) продавались за границу. После 1929 года поставка образцов типа Model 1925 и Colt Monitor велась по соглашению с FN Herstal в Северную Америку, Центральную Америку, Вест-Индию, Южную Америку, Великобританию, СССР, Турцию, Сиам, Индию и Австралию.

#### Бельгия
В Бельгии в 1930 году FN Herstal для бельгийской армии был начат выпуск FN Mle 1930 под патрон 7,65 × 53 мм. Mle 1930 является лицензионной копией образца R75 производства компании Colt. Этот вариант имел особую газоотводную трубку и рукоятку управления огнём пистолетного типа, которая размещалась рядом с предохранителем. Разработчиком был Дьедонне Саив (фр. Dieudonne Saive). Позднее лицензию на производство такого варианта выкупила компания Springfield Armory с расчётом на производство и замену классического варианта M1918. Винтовка также предусматривала плечевую пластину и могла устанавливаться на трёножник.
В 1932 году была разработана новая модификация FN Mle D, имевшая быстросъёмный сменный ствол, пистолетную рукоятку, возвратную пружину в прикладе, рукоятку управления огнём пистолетного типа и крепящуюся к газоотводной трубке сошку. Компоновка позволяла ускорить чистку оружия. В 1940 году на вооружении одного пехотного полка было 52 станковых пулемётов и 108 ручных пулемётов данной модификации. Производство FN Mle D образца 1932 года продолжилось уже после Второй мировой войны под патроны .30-06 Springfield и 7,62 × 51 мм НАТО. Последний вариант — Model DA1, который производился под «натовский» патрон 7,62 × 51 мм и предусматривал использование 20-патронных магазинов от FN FAL. В 1961 году FN Herstal полностью прекратила производство пулемётов этого типа, хотя они ещё долго использовались в странах Африки и Среднего Востока.

#### Польша

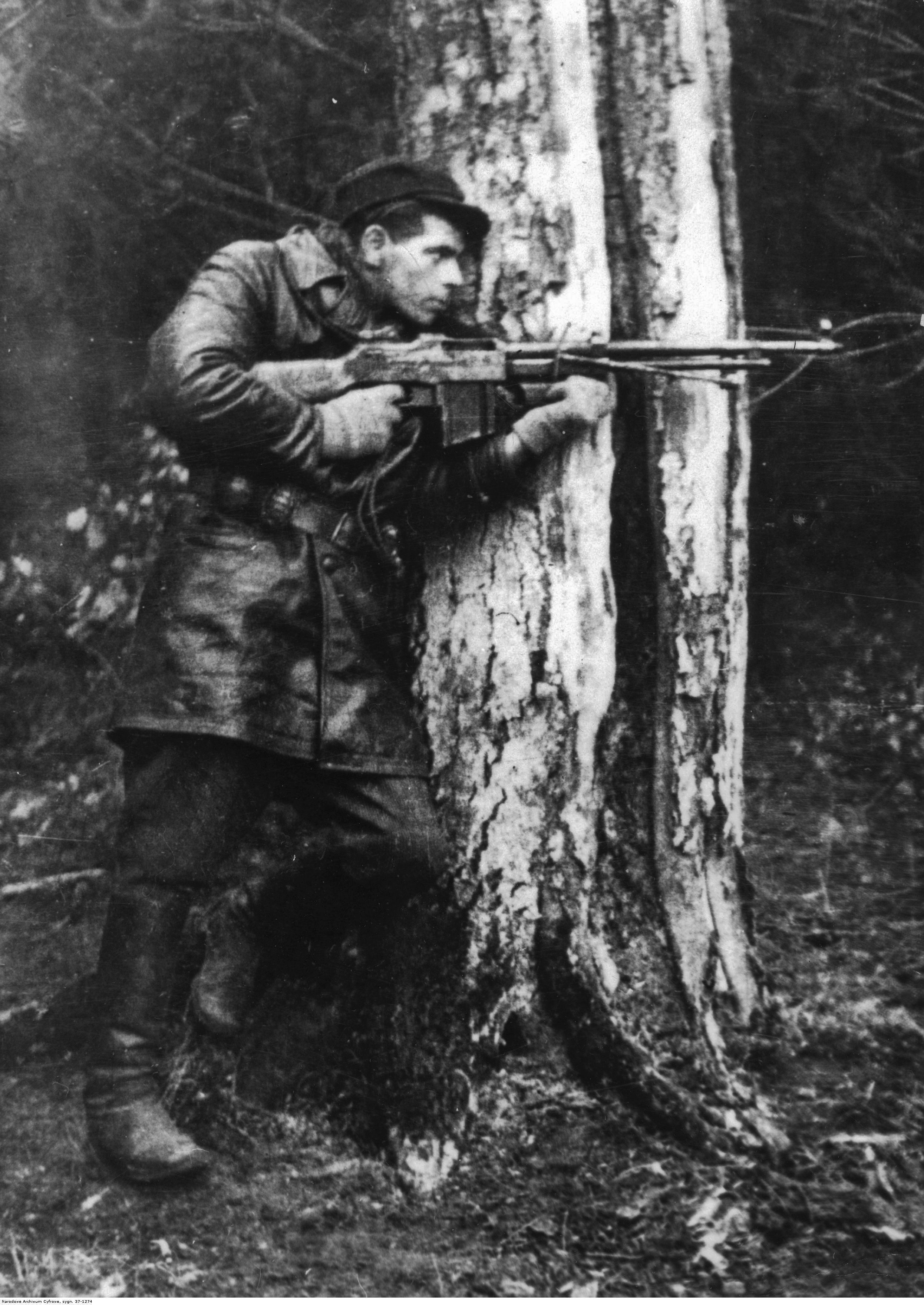
Польский партизан отряда «Ендрусе» Армии Крайовой с ручным пулемётом Browning wz. 1928

Испытания нескольких ручных пулемётов в Польше прошли в 1924 году, и BAR показался полякам лучшим вариантом по сравнению с британским Lewis, датским Madsen, чехословацким Praha-24 (предшественник ZB-26) и другими. Производство BAR в Бельгии началось после подписания 10 декабря 1927 года соглашения с Польшей о поставке 10 тысяч автоматических винтовок wz. 1928 под патрон 7,92x57 мм, которые были созданы на основе R75 специально для Войска Польского. В новом варианте была пистолетная рукоятка, видоизменённые сошки и спусковой механизм, открытый V-образный целик и более длинный ствол. Новый вариант получил наименование 7,92 mm rkm Browning wz. 1928 (7,92-мм ручной пулемёт Браунинга образца 1928 года) и был основным оружием огневой поддержки в польской пехоте и кавалерии (в 1939 году на вооружении польской армии было около 20 тысяч подобных винтовок). Производство в Польше велось на государственном оружейном заводе в Варшаве.
Польская модификация 1928 года имела три положения на переводчике-предохранителе: B (предохранитель), C (непрерывный огонь) и P (одиночный огонь). Боевая скорострельность составляла от 40 до 60 выстрелов в минуту, а возвратно-боевая пружина и буфер размещались в прикладе. Использовались мушка и рамочный прицел с диоптрическим целиком, также предусматривался и зенитный прицел (но для этого пулемёт нужно было ставить на треножный станок). В сложенном положении дальность прицеливания составляла 300 м, в поднятом положении — от 400 до 1600 м с шагом 100. Поляки выпускали два варианта: первый с пламегасителем и предохранителем мушки, второй — без этих двух элементов и с укороченным прикладом. К августу 1939 года было изготовлено 10 710 пулемётов, но это было слишком мало, поэтому в 1939 году поляки применяли устаревшие пулемёты. В ходе войны часть пулемётов оказалась на вооружении немцев (как трофейные, так и производившиеся в оккупированной Варшаве), а часть попала на советские склады и осенью 1941 года использовалась советским ополчением.
В середине 1930-х годов оружейник Вавжинец Левандовский получил задание создать авиационный пулемёт на основе Browning wz. 1928, и созданная им модель стала известна как wz. 1937. Скорострельность такого оружия составляла 1100 выст/мин. В конструкции отсутствовал приклад, присутствовала рукоятка в форме лопаты у приёмника патронов, пружина привода была сдвинута под ствол; также появилась новая система подачи патронов как встроенный модуль — вместо прежних 20-патронных магазинов стали использоваться ленты на 91 патрон. Пулемёт был принят на вооружение польской авиации в 1937 году: 339 таких образцов устанавливались на бомбардировщики PZL.37 Łoś и разведывательные самолёты LWS-3 Mewa.

#### Швеция

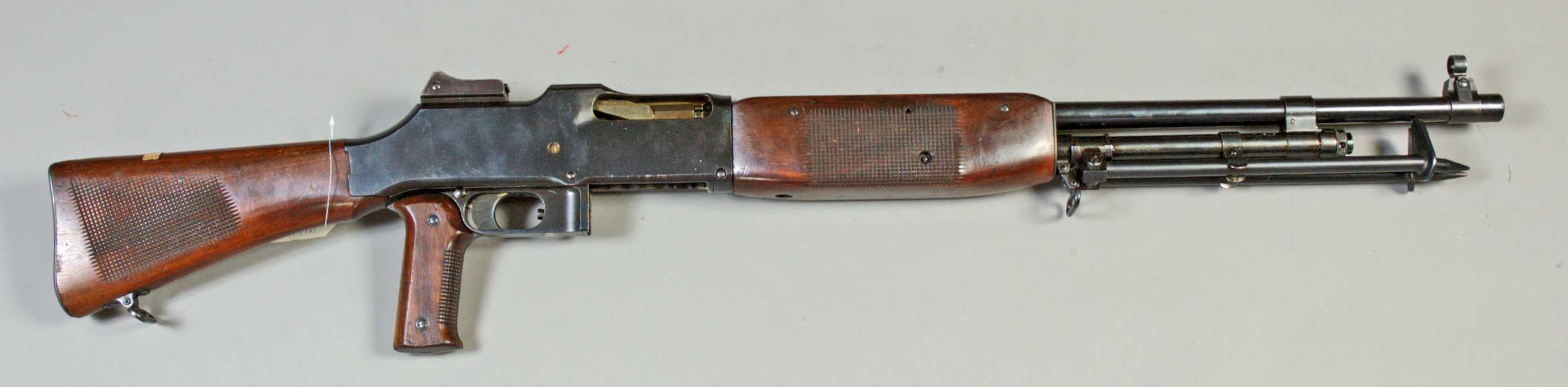
Шведская автоматическая винтовка Kg m/21 model, близкая по характеристикам к Browning M1919

В 1920 году бельгийский производитель оружия FN Herstal получил эксклюзивные права на производство и продажу винтовок BAR от компании Colt. Винтовки стали поставляться и в Швецию: первой такой винтовкой стала Kg m/21 (швед. Kulsprutegevär, автоматическая винтовка) под патрон 6,5 × 55 мм M/94. Это был вариант Model 1919, переработанный под нужды шведских войск. Лицензию на производство этого образца получила компания Carl Gustafs Stads Gevärsfaktori из Эскильстуны. Помимо переработанного под другой патрон ствола, в шведском образце винтовки использовались специализированные сошки и пистолетная рукоятка. В межвоенные годы этот образец автоматической винтовки стал основным оружием огневой поддержки шведских войск, не считая шведского пулемёта Ksp m/1914 (лицензионная копия пулемёта Шварцлозе M.07/12).

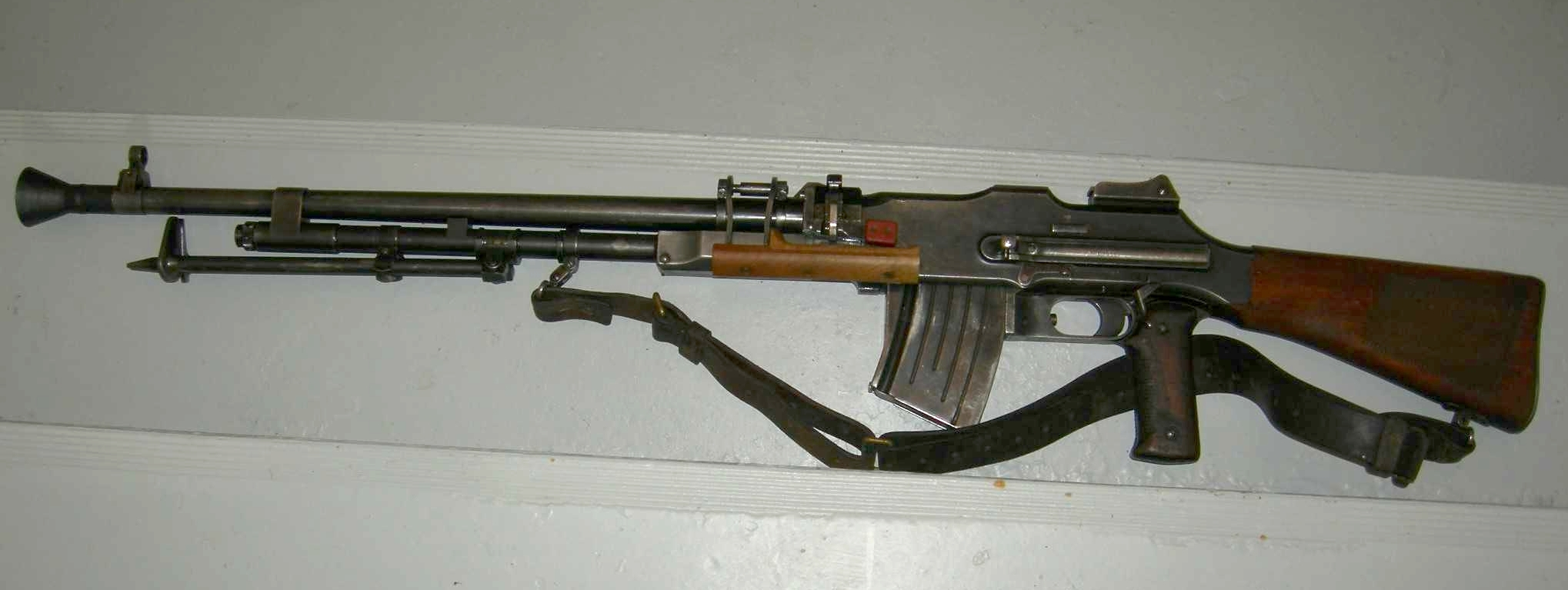
Винтовка Kg m/37 с быстросменным стволом

Шведов не устраивал быстрый перегрев ствола, и те начали разрабатывать механизм быстрой смены ствола, сочетавший расширенную ствольную коробку с рядом вращающихся фланцев, управляемых механизмом запирания канала ствола. На стволе по всей его длине были просверлены отверстия для охлаждения. Новый вариант автоматической винтовки под именем fm/1935 успешно был протестирован, а в 1937 году на вооружение была принята его окончательная версия под именем Kg m/37. Для образца m/37 были характерны быстросменный гладкий и длинный ствол, складная рукоятка, складные мушка и стоечный прицел, пистолетная рукоятка и возвратно-боевая пружина в трубке позади ствольной коробки. Многочисленные образцы m/21, которые удалось вручную переделать под новый вариант, получили новое обозначение Kg m/21-37. Цевья на пулемёте не было, и сошки играли роль передней рукоятки во время стрельбы с рук. Эта модель использовалась в шведской армии до 1980 года, и только после этого её сменил пулемёт FN MAG, однако оружие и по сей день находится на складах в распоряжении резервных частей шведских войск. Компания Carl Gustaf создала также прототип, предполагавший использование пулемётных лент, но он не был принят на вооружение.

#### Китай

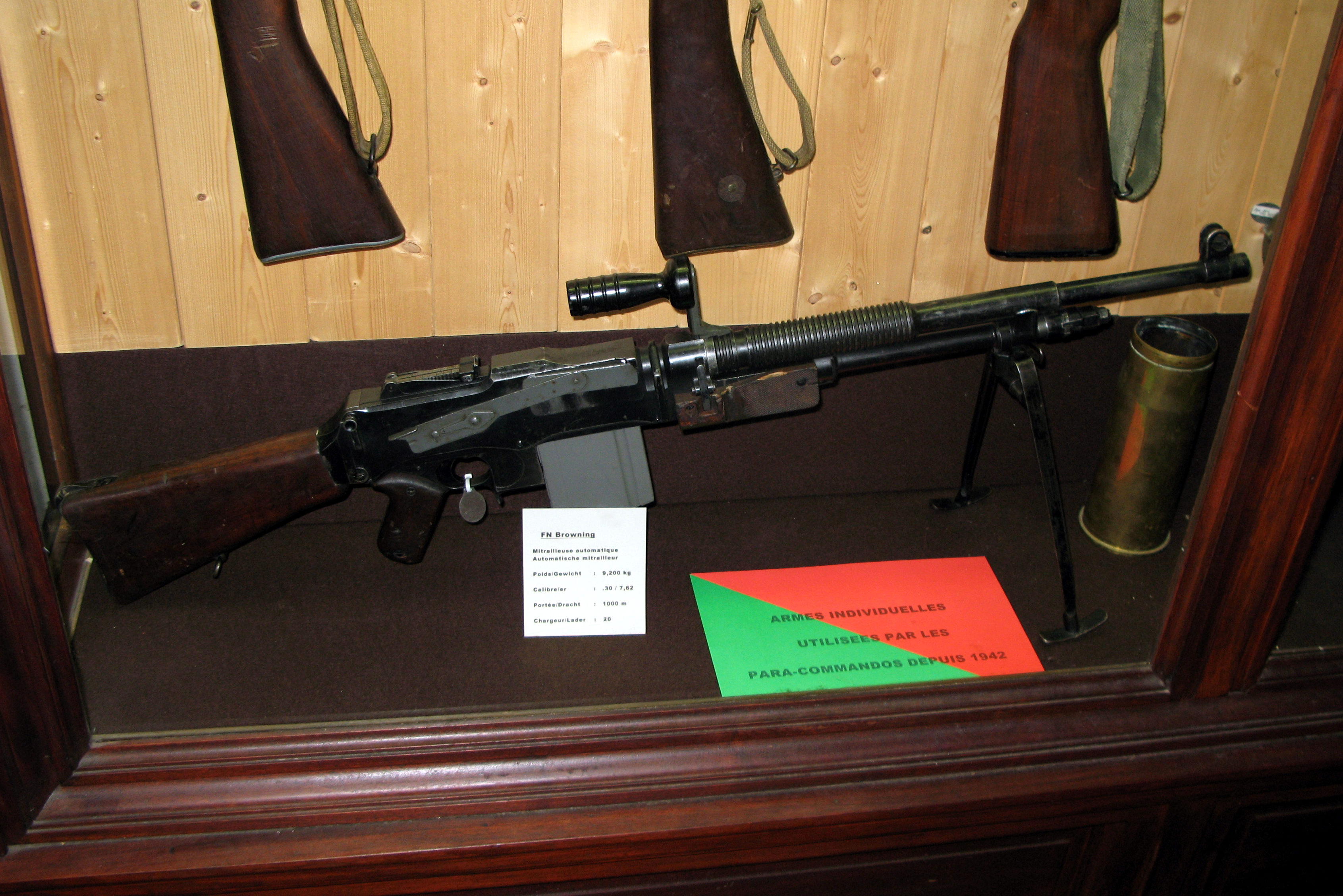
FN M1930 Французского иностранного легиона

Национально-революционная армия Китая использовала образец FN M1930 во время второй японо-китайской войны. Китайские пулемёты Браунинга производились под патрон 7,92 × 57 мм, который использовался китайскими войсками. После вступления США во Вторую мировую войну Экспедиционным войскам Китайской республики стали поставляться американские образцы BAR, которые под конец войны достались и армии КНР.

## Тактико-технические характеристики моделей

### Произведённые в США образцы
| Вариант                                            | M1918                                               | M1918A1                                             | М1922                                               | M1918A2                          |
| Масса без магазина (кг)                            | 7,26                                                | 8,41                                                | 8,62                                                | 8,82                             |
| Масса со снаряжённым магазином (кг)                | 7,805                                               | 8,965                                               | 9,165                                               | 9,365                            |
| Длина оружия (мм)                                  | 1195                                                | 1194                                                | 1194                                                | 1219                             |
| Длина ствола (мм)                                  | 610                                                 | 600                                                 | 595                                                 | 610                              |
| Число нарезов                                      | 5                                                   | 4                                                   | 4                                                   | 4                                |
| Режимы стрельбы                                    | Одиночный / непрерывный                             | Одиночный / непрерывный                             | Одиночный / непрерывный                             | Только непрерывный               |
| Начальная скорость пули (м/с)                      | 823                                                 | 750                                                 | 735                                                 | 855                              |
| Скорострельность (выстрелов в минуту)              | 600                                                 | 400                                                 | 600                                                 | 500                              |
| Практическая скорострельность (выстрелов в минуту) | 40 (одиночная стрельба) / 60 (непрерывная стрельба) | 40 (одиночная стрельба) / 60 (непрерывная стрельба) | 40 (одиночная стрельба) / 60 (непрерывная стрельба) | 60 (только непрерывная стрельба) |
| Прицельная дальность (м)                           | 1460                                                | 1365                                                | 1365                                                | 1372                             |
| Эффективная дальность (м)                          | 600                                                 | 600                                                 | 600                                                 | 600                              |

### Зарубежные лицензионные копии
| Вариант                               | FN Model D                                 | M/37                    | Wz. 1928                |
| Калибр (мм)                           | 7,62                                       | 6,5                     | 7,92                    |
| Тип патрона                           | .30-06 Springfield или 6,5 × 55            | 6,5 × 55                | 7,92 × 57               |
| Масса без магазина (кг)               | 9,18                                       | 9,53                    | 8,85                    |
| Длина оружия (мм)                     | 1143                                       | 1168                    | 1110                    |
| Длина ствола (мм)                     | 508                                        | 610                     | 610                     |
| Число нарезов                         | 4                                          | 6                       | 4                       |
| Режимы стрельбы                       | Одиночный / непрерывный                    | Одиночный / непрерывный | Одиночный / непрерывный |
| Начальная скорость пули (м/с)         | 732 (.30-06 Springfield), 854 (7,92×57 мм) | 745                     | 760                     |
| Скорострельность (выстрелов в минуту) | 300—450 или 600—700                        | 500                     | 500                     |
| Прицельная дальность (м)              | —                                          | 745                     | 1600                    |

## Применение

### Армия США в войнах

#### Первая мировая война

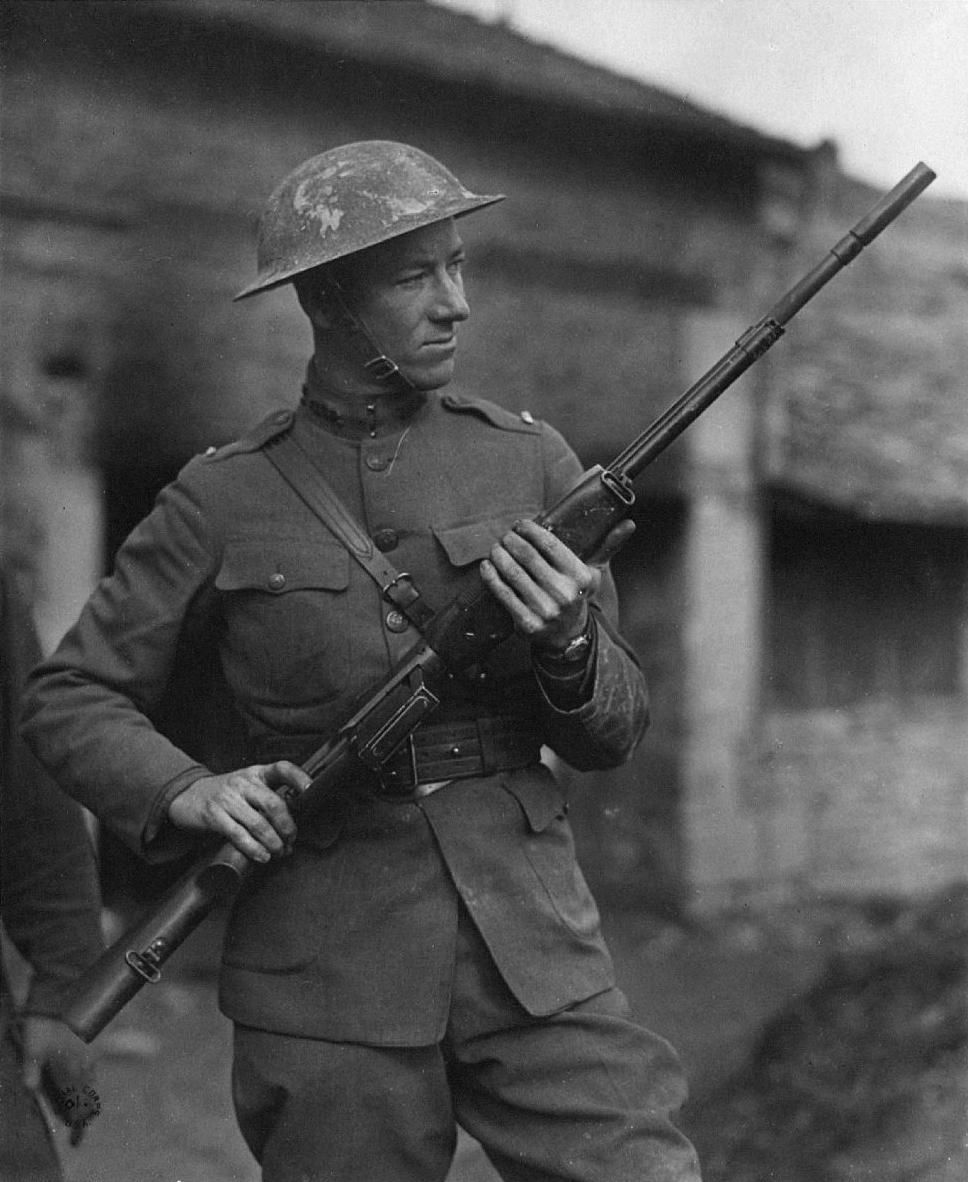
Второй лейтенант Вэл Браунинг, сын Джона Браунинга, держит в руках созданную отцом винтовку

На момент изобретения автоматическая винтовка Браунинга рассматривалась как лёгкое оружие, из которого можно было стрелять навскидку и вести даже непрерывный огонь — она заслужила репутацию ручного пулемёта с маневренностью винтовки. К пулемёту прилагался ремень с поясом, который позволял бойцу вешать оружие на шею и спокойно с ним ходить, а также был предназначен для хранения магазинов. На ремне также была стальная пряжка, которая снижала отдачу при стрельбе от бедра. Теоретически непрерывный огонь мог вестись и от бедра.
В сентябре 1918 года автоматическая винтовка Браунинга поступила на вооружение Американских экспедиционных сил (а именно 79-й пехотной дивизии Армии США), и американцы решили испытать винтовку при тактике стрельбы на ходу. Французы использовали эту тактику с 1916 года: солдаты выбирались из окопов и шли в атаку на вражеские позиции, ведя на ходу огонь из пулемётов Шоша. 79-й пехотной дивизии Армии США впервые применила данные винтовки 13 сентября 1918 года, причём в той дивизии служил сын разработчика оружия, 2-й лейтенант Армии США Вэл Браунинг. BAR был брошен в бой лишь на поздних этапах войны, поскольку американский генерал Джон Першинг опасался, что новое оружие попадёт в руки немцев. Но несмотря на своё позднее появление в войне и весьма ограниченное применение, автоматическая винтовка зарекомендовала себя с хорошей стороны: её активно задействовали британские и французские войска в ходе Мёз-Аргоннского наступления. Американские войска использовали её в боях вплоть до 11 ноября 1918 года, когда прекратились боевые действия.

#### Межвоенные годы
Ручной пулемёт Браунинга поступил на вооружение всех частей Вооружённых сил США: от сухопутных до морских. Оружие хранилось на складах боевых кораблей флота США, к каждому пулемёту прилагался сменный ствол. На кораблях 1-го ранга могло храниться до 200 таких единиц оружия. Многие образцы оставались на службе военно-морских сил США вплоть до 1960-х годов.
Ручные пулемёты использовались Корпусом морской пехоты во время оккупации Гаити и Никарагуа, а также личным составом ВМС США во время патрулирования реки Янцзы в Китае. 1-я бригада морской пехоты, базировавшаяся в Порт-о-Пренсе, заметила, что солдату требовалось два дня для полного обучения правилам обращения с «Браунингом», а чтобы научиться обращаться с пистолетом-пулемётом Томпсона, требовалось не больше половины суток.

#### Вторая мировая война

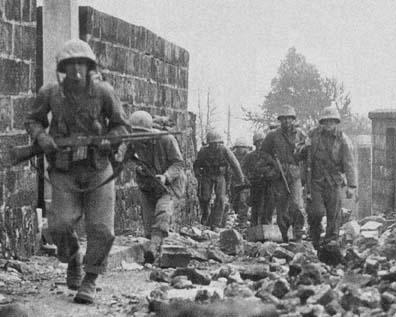
6-я дивизия морской пехоты США патрулирует Окинаву: солдат на переднем плане несёт BAR

После обострения внешнеполитической обстановки в Европе в США срочно началось переоборудование автоматических винтовок Браунинга в ручные пулемёты (модель M1918A2): причиной было банальное отсутствие ручного пулемёта на вооружении американских войск. Приказ о переоборудовании был отдан 30 июня 1938 года. Автоматическая винтовка стала оружием огневой поддержки для отделения из 12 человек, но при этом каждый из бойцов проходил курс обучения обращению с оружием, чтобы заменить раненого или убитого бойца. К началу войны в пехотных ротах были расчёты из двух или трёх человек с пулемётом Браунинга — стрелок и два помощника, подававших магазины. К 1944 году в практику вошло использование ручного пулемёта только одним человеком: остальные стрелки, оснащённые винтовками, сами носили магазины с патронами для пулемёта Браунинга. В среднем в сражении стрелок из данного оружия мог проводить около 30 минут (в лучшем случае его заменяли, в худшем случае он попросту погибал). Несмотря на разногласия по поводу предназначения пулемёта тем или иным солдатам, правилам обращения с ним обучались солдаты всех рангов и всех физических комплекций.
По тактической доктрине Армии США на одно отделение приходился один ручной пулемёт M1918A2, для которого один или два человека должны были подавать магазины и патронные ленты. Сами стрелки были вооружены винтовками M1 Garand, а расчёт пулемёта только поддерживал их во время атаки и обеспечивал продвижение стрелков при помощи плотного огня. Однако от этой тактики американцы отказались после первых поражений в боях с немецкими войсками, в которых как минимум одна четверть личного состава была оснащена пистолетами-пулемётами и ручными пулемётами. Чтобы реализовать весь потенциал пулемёта Браунинга, в одно отделение стали включать уже два расчёта пулемётчиков, следуя примеру морской пехоты. Один расчёт вёл огонь до полного опустошения магазина, после чего в бой вступал второй расчёт, позволяя первому перезарядить оружие. На Тихоокеанском театре военных действий пулемётчики были расположены, как правило, в начале или конце патруля или пехотной колонны, поскольку их огневая мощь могла иногда прорвать окружение в случае засады. Боевой опыт показал, что в отделениях автоматическое оружие очень и очень важно, вследствие чего Корпус морской пехоты США стал раздавать пулемёты Браунинга солдатам всё чаще и чаще. В 1943 году на одну дивизию приходилось 513 единиц этого оружия, а в 1945 году — уже 867. Появились отделения из 13 человек с тремя расчётами BAR по 4 человека на каждый. Теперь стрелки уже вынуждены были прикрывать пулемётчиков.
Несмотря на улучшения в M1918A2, сам ручной пулемёт из-за своего открытого затвора и мощной отдачи всё ещё был тяжёлым для освоения оружием, и солдатам требовалась регулярная практика поражения мишеней на расстоянии без заминки. Его эффективность, с точки зрения отделения, не была очень высокой из-за долгой смены ствола и небольшой вместимости магазина, вследствие чего американцы выбирали британский ручной пулемёт Bren или японский Тип 96. Механизм оружия, снижавший скорострельность, и система снижения отдачи неким сержантом были презрительно названы «машиной Голдберга», которую ещё могло и заклинить из-за нерегулярной чистки. Сошки, повышавшие точность оружия по сравнению с точностью винтовки, и опора под прикладом в бою иногда мешали, поэтому пулемёт с 1942 года стал производиться только с сошками без лишней опоры под прикладом. Тем не менее, недовольство некоторых сухопутных солдат и морских пехотинцев не убавилось из-за сошек и пламегасителя, которые делали оружие ещё более тяжёлым. В таком состоянии пулемёт использовался на Тихоокеанском театре военных действий, сохранив свою роль оружия поддержки. Ещё одной проблемой было то, что в состоявших на вооружении Армии США пулемётах Браунинга не было пистолетной рукоятки (в отличие от европейских лицензионных копий или образцов, состоявших на вооружении ФБР): это не только снижало эффективность применения оружия, но и даже приводило порой к массовым потерям личного состава американских войск, поскольку те попросту не умели обращаться с ручным пулемётом.
По причине количества заказов на продукцию, определённых военных приоритетов, проблем с контрактами и уровня материально-технического обеспечения использование M1918A2 было слишком дорогим из-за быстро кончающихся боеприпасов. Производством M1918 занимались тогда разнообразные компании, в числе которых была и IBM. В 1945 году солдат отправляли в бой с классическими M1918 старого образца: так, 1-я кавалерийская дивизия при высадке в заливе Лингаен на Филиппинах, по словам одного сержанта, использовала самые изношенные пулемёты Браунинга. После некоторого времени в распоряжение частей стали поступать образцы с испорченными механизмами отдачи из-за привычки солдат ставить пулемёт в вертикальное положение (прикладом вниз) и чистить его в таком положении, в результате чего вся грязь и весь порох оседали на механизме отдачи. Трубка для отвода пороховых газов пулемёта никогда не производилась из нержавеющей стали, как это было в случае с M1 Garand, и ржавела из-за использования разъедающих боеприпасов для карабинов типа M2. Избежать проблем с оружием можно было, только если солдат осуществлял за ним ежедневный уход.
Во время Второй мировой войны пулемёт использовался везде, где это было возможно, в разных целях. Иногда его могли использовать и в качестве зенитного: так, в 1944 году капитан Уолли А. Гайда из Командования воздушным транспортом ВВС США доложил, что из пулемёта BAR был обстрелян некий японский истребитель типа «Накадзима», который атаковал транспортный самолёт C-46 Commando, летевший в Бирме. Гайда, высунувшись из кабины, открыл огонь из пулемёта по самолёту и одной пулей смертельно ранил японского пилота.

#### Корейская война

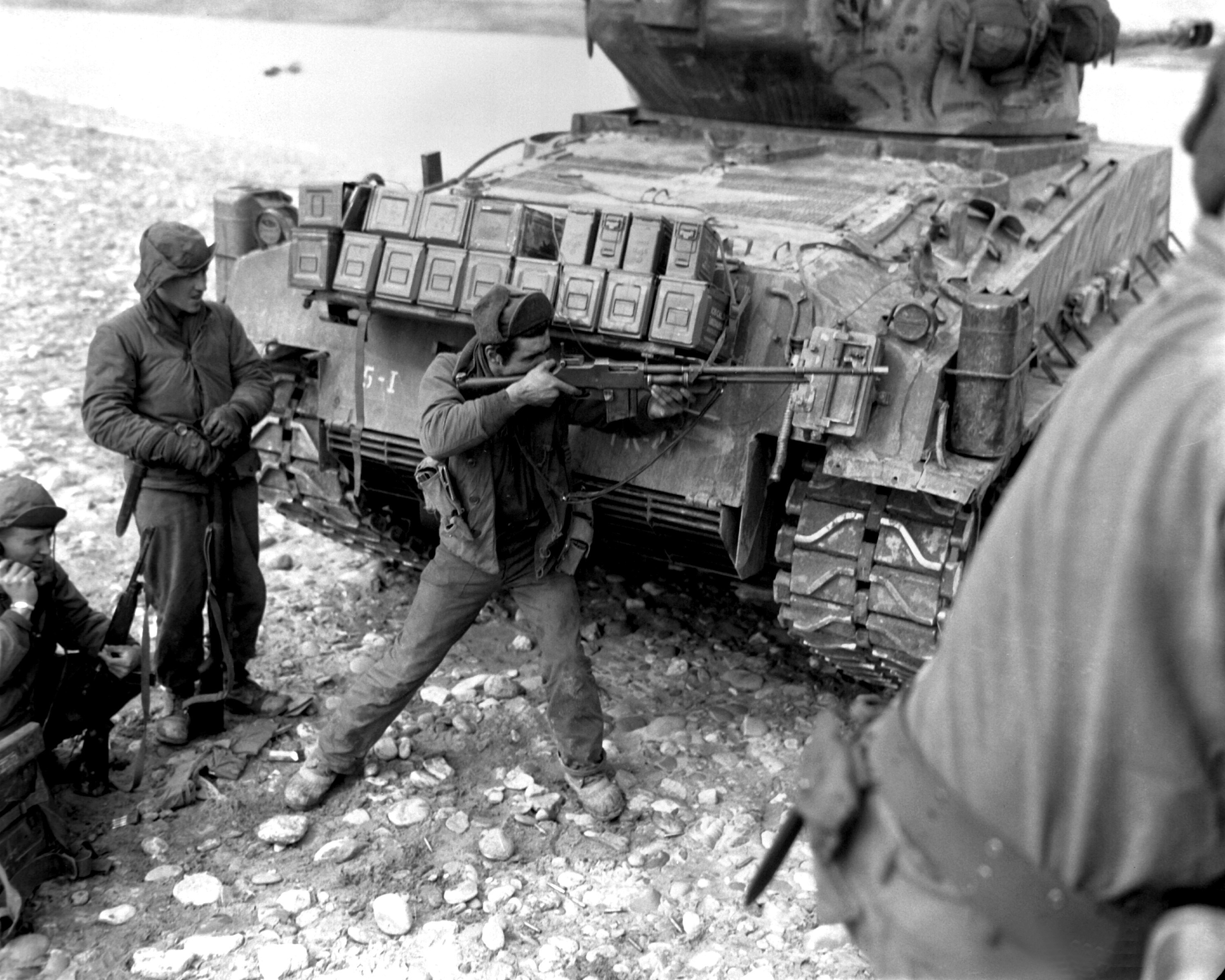
Солдат за танком M4 Sherman с Browning M1918A2 в руках

Пулемёт BAR продолжил использоваться и в Корейской войне. Последний военный контракт на производство M1918A2 был заключён с Royal Typewriter Co. из Хартфорда (штат Коннектикут), который произвёл около 61 тысячи единиц оружия, используя коробки и ударно-спусковые механизмы ArmaSteel. Историк С. Л. А. Маршалл, изучая использование пехотного оружия в Корейской войне, опросил сотни офицеров и солдат по поводу эффективности использования огнестрельного оружия в боях, и подавляющее большинство респондентов назвало лучшим образцом именно BAR благодаря его лёгкости, портативности и возможности ведения непрерывного огня. Обычно солдат нёс на себе пояс с 12 магазинами (плюс ещё 3-4 магазина в карманах), а боевую массу прибавляли несколько фляжек, пистолет M1911, гранаты и бронежилет. Как и во Вторую мировую войну, стрелки пользовались сошками для точной стрельбы из стационарного положения, но при этом ими чаще и чаще использовался пламегаситель, полезный в ночных боях. Огромные запасы боеприпасов, которые тратились расчётами в Корее, обусловили необходимость постоянного сопровождения пулемётчика его вторым номером, особенно при патрулировании. Магазинов для пулемётов постоянно не хватало, и генерал Маршалл сообщал, что стрелкам крайне необходимо было отправлять боеприпасы для M1918.
Обычно именно пулемёты BAR предрешали исход столкновения американских войск с северокорейскими и китайскими войсками. Армии КНДР и Китая делали ставку на миномётный обстрел и плотный пулемётный огонь, отрезая войска США и силы миротворцев ООН от пунктов снабжения, лишая их припасов и подкреплений. Пулемётчики китайцев и корейцев были обучены лучше всех как стрельбе, так и маскировке, близко подбираясь к противнику (их трудно было отличить от миротворцев ООН). Часто они внезапно открывали огонь в упор с коротких дистанций, накрывая целую площадь на местности. В таких условиях американцы не могли быстро добраться до «Браунингов» типа M1919A4 или M1919A6 без тяжёлых потерь, а если они уже добирались, то противник их уже выслеживал и добивал миномётным и пулемётным огнём, даже не давая американцам развернуть оружие. В таких случаях был полезен только пулемёт M1918A2.
В разгар боя пулемётчик BAR, состоявший в бригаде огневой поддержки, помогал удерживать слабые зоны по периметру, несмотря на давление китайцев и северных корейцев. В обороне он мог укрепить какой-нибудь аванпост. Также он мог эффективно бороться со снайперами: если солдат обучался снайперской стрельбе на должном уровне, то он мог справиться лучше, чем шестеро стрелков с винтовками M1. Всё чаще вооружённых пулемётами Браунинга солдат включали в ночные операции: огневая мощь и способность подавлять огневые точки противника позволила американцам успешно проводить ночные штурмы вражеских позиций.
Пулемёты M1918A2 нового образца часто прославлялись за безукоризненные действия в боях, но многие специалисты высказывали своё недовольство: оружие, которое производилось на заводах в Японии, было неэффективным, а механизм отдачи там так и не был исправлен. После долгих споров снабжение исправных пулемётов всё-таки удалось наладить, исправив проблемы с газоотводом и организовав производство некоторых частей из нейлона, что намного облегчило чистку оружия.

#### Вьетнамская война
На ранних этапах Вьетнамской войны это оружие использовалось южновьетнамскими регулярными частями и американскими частями «второй линии»: BAR использовался наравне с модификациями M1918A2 и M1919A6, пистолетом-пулемётом M3A1, автоматическим карабином M2 и винтовкой M1 Garand. Однако советники сил спецопераций США выбирали именно автоматическую винтовку Браунинга как своё оружие. Сержант спецназа США говорил:

Много раз с тех пор, как я совершил три командировки во Вьетнам, я благодарил Господа за … то, что у меня была BAR, которая реально работала по сравнению с заклинивающей M16… В наших [Сил специальных операций] лагерях было много разведчиков Вьетконга, которые могли украсть любое попавшееся им оружие. Не стоит повторять: самым популярным оружием для хищения была почтенная старая BAR.
Оригинальный текст (англ.)Many times since my three tours of duty in Vietnam I have thanked God for ... having a BAR that actually worked, as opposed to the jamming M16 ... We had a lot of Viet Cong infiltrators in all our [Special Forces] camps, who would steal weapons every chance they got. Needless to say, the most popular weapon to steal was the venerable old BAR.

#### После Вьетнамской войны
Национальная гвардия США хранила на своих складах запасы автоматических винтовок Браунинга до 1970-х годов. Позднее США стали продавать их союзникам по НАТО и некоторым странам Третьего мира: в 1990-е годы они оставались на вооружении.

### Использование полицией и преступниками
Colt Monitor не пользовался популярностью и не приобретался законопослушными гражданскими лицами во время Великой депрессии, зато преступники активно добывали это оружие: в 1936 году его цена на чёрном рынке составляла 5 тысяч долларов — немногим меньше стоил военный вариант. Это было любимое оружие Клайда Бэрроу, который завладел несколькими пулемётами M1918, ограбив склады Национальной гвардии США (три таких образца были найдены в машине Бэрроу после гибели бандита). В распоряжении Бэрроу были патроны с бронебойной пулей .30-06, которые он вывозил со складов боеприпасов; также он сам модифицировал пулемёты для собственных нужд. Его напарница Бонни Паркер, несмотря на маленький вес в 90 фунтов (чуть более 40 кг), научилась обращаться с оружием и точно стрелять из «Браунинга». 13 апреля 1933 Паркер и Бэрроу пришлось применить оружие на практике, когда они, укрывшись в одном из домов города Джоплин (штат Миссури), обстреляли пошедших на штурм полицейских. Один из пострадавших вынужден был прятаться за большим дубом после того, как Бонни открыла огонь из «Браунинга». Позднее он утверждал:

Эта маленькая рыжая женщина нашпиговала мне лицо щепками, которые полетели с другой стороны дерева из-за этих проклятых пушек!
Оригинальный текст (англ.)That little red-headed woman filled my face with splinters on the other side of that tree with one of those damned guns!

Поскольку автоматического оружия в руках гангстеров оказывалось всё больше и больше, руководитель ФБР Эдгар Гувер приказал своим подчинённым немедленно начать обучение стрельбе из автоматических винтовок Браунинга и пистолетов-пулемётов Томпсона. ФБР предпочли вариант пулемёта 90 Colt Monitor: некоторые из этих экземпляров передавались офицерам низшего звена как вспомогательное оружие, полезное для проведения операций; другие же были переданы Академии ФБР в Куантико для обучения. 11 экземпляров оружия были переданы в 1934 году Департаменту Казначейства США, а ещё 24 — различным государственным тюрьмам, банкам, охранным компаниям, полицейским службам городов, округов и штатов.
Неоднократно утверждалось, что оружие попало в руки Симбионистской армии освобождения (варианты M1918 или M1918A2) и применялось в перестрелке с полицией Лос-Анджелеса 17 мая 1974 года, однако в действительности ни у кого из симбионистов не было этого оружия. Нападавшие в тот день использовали обрезы M1 Carbine, самозарядные винтовки Remington Model 742 (их переделали вручную в автоматические) и самозарядные охотничьи ружья Браунинга, причём у последних по чистой случайности было то же обозначение BAR, что и для ручных пулемётов Браунинга.
В 1990-е годы ряд экземпляров пулемётов Браунинга оказался в руках незаконных вооружённых формирований, в основном действовавших на территориях стран СНГ.

### Гражданское использование
После завершения боевых действий в Первой мировой войне компания Colt Arms Co. получила патент на производство тех автоматических винтовок Браунинга, которые так и не сошли с конвейера во время войны. Это позволило «Кольту» заняться продажей оружия и для гражданских лиц. Так, первой на рынок оружия попала винтовка Colt Automatic Machine Rifle Model 1919, ставшая первым образцом огнестрельного оружия из данного семейства. Однако его высокая цена и ограничения в использовании привели к очень низким продажам. Легендарный мастер трюковой стрельбы 1920-х Эд Топперуайн приобрёл одну из автоматических винтовок Браунинга, произведённых Colt Arms Co., для показательной стрельбы по летающим мишеням на выставках. Некоторые продажи BAR осуществлялись через посредников, например, Ott-Heiskell Hardware Co.
В 1931 году во время Великой депрессии началась продажа BAR по 300 долларов за набор, куда входили сам экземпляр оружия, комплект запасных частей, ремень, аксессуары для чистки и шесть магазинов, но в компании Colt не было записей о подобных продажах физическим лицам. В 1934 году был принят Акт об огнестрельном оружии, и продажа гражданским лицам оружия наподобие BAR, «Томпсона», обрезов и т.д. была ещё больше ограничена. В 1968 году в США запретили импортировать автоматическое оружие для продажи гражданским лицам, а в 1986 году производство автоматического оружия для продажи гражданским лицам было окончательно запрещено. Однако в настоящее время экземпляры автоматических винтовок Браунинга всё ещё есть в США и иногда выставляются на продажу.
Некоторые из компаний производят самозарядные варианты винтовок на продажу: так, компания Ohio Ordnance Works Inc. в городе Чардон (штат Огайо) производит самозарядный вариант данного оружия под наименованием M1918A3-SLR  . Выпуск данной модели начался в 2009 году. При изготовлении M1918A3 используются детали ранее выпущенных M1918. В ноябре 2013 года Ohio Ordnance Works, Inc. разработала вариант модернизации M1918, получивший наименование HCAR с возможностью установки прицелов стандарта НАТО, новым стволом (оснащённым дульным тормозом-компенсатором), новым пластмассовым цевьем и регулируемым прикладом скелетного типа (что позволило уменьшить массу оружия с 20 до 12 фунтов).

### Страны-эксплуатанты

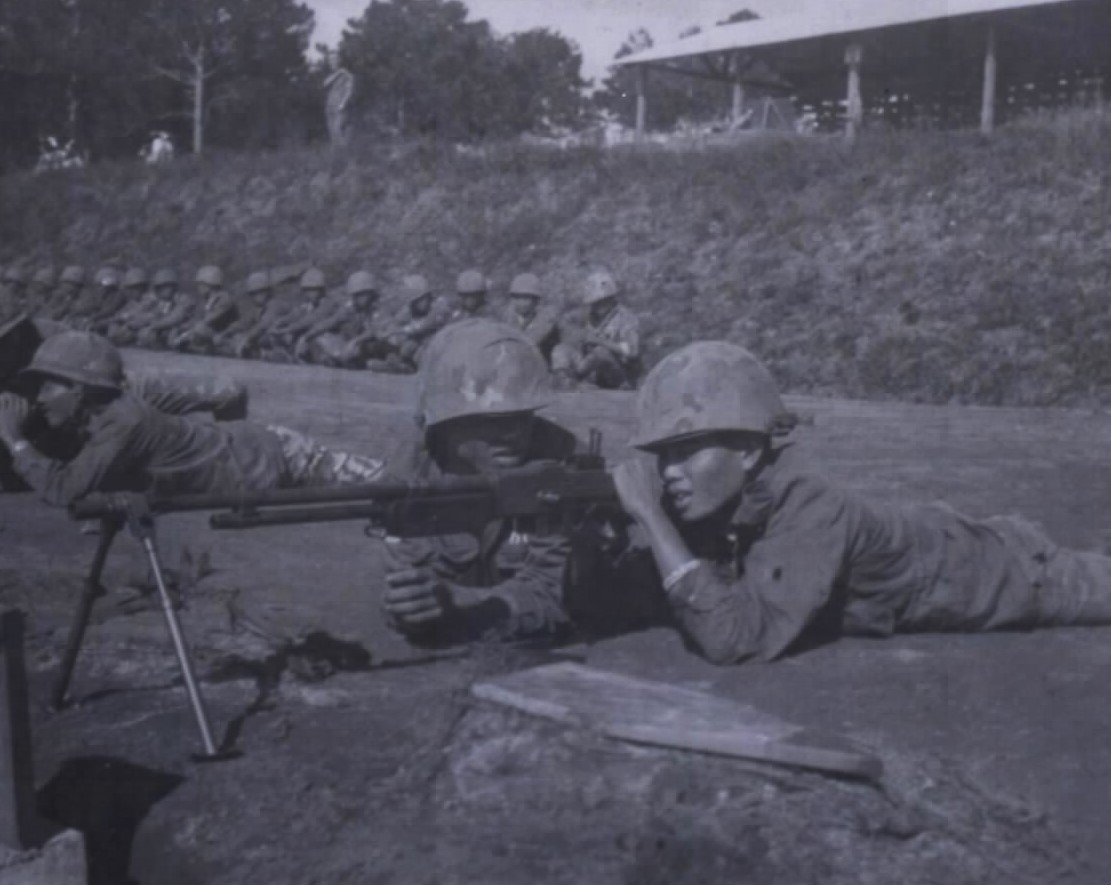
тренировка расчёта BAR южновьетнамской армии (1970 год)

Автоматические винтовки Браунинга находились на вооружении в США, странах Балтии, Китае и ряде других государств.
- Аргентина: производились копии польской версии в Розарио под патрон 7,65 x 53 мм[78].
- Австрия: на вооружении австрийской жандармерии[79].
- Бельгия: приняты на вооружение в 1930 году, производились по лицензии компанией FN Herstal под именами Mle 1930 и Mle D[2].
- Боливия: поставлялись из США[80].
- Бразилия: 411 шт. были получены из США по программе ленд-лиза после присоединения страны к Антигитлеровской коалиции в 1942 году, их получили части бразильского экспедиционного корпуса (после завершения подготовки летом 1944 года отправленного в Италию и действовавшего в составе 5-й армии США)[81][82].
- Великобритания: после начала Второй мировой войны некоторое количество пулемётов (в основном, M1918 и M1918A1 довоенного выпуска) были поставлены из США для британской армии по программе ленд-лиза[16]. Состояли на вооружении у британского ополчения под названием BAR cal .303 British[83].
- Вьетнам: на вооружении партизан Вьетконга ещё со времён Первой индокитайской войны; подпольное производство ряда образцов, в том числе и BAR, было налажено во время Вьетнамской войны[84].
- Гаити: на вооружении гаитянской национальной полиции[85].
- ФРГ: на вооружении бундесвера в первые годы его существования.
- Греция: некоторые партизанские части, обученные инструкторами из Великобритании и США[86].
- ДР Конго: состояли на вооружении Force Publique.
- Египет: пулемёты под патрон 7,92 × 57 мм приняты на вооружение при Фаруке I, использовались во время Суэцкого кризиса.
- Израиль: поставлялись бельгийские варианты, переделанные под патрон 7,62 × 51 мм НАТО[87].
- Индонезия: немногие трофейные образцы использовались индонезийскими партизанами[88].
- Иран — после присоединения Ирана к блоку СЕНТО 3 ноября 1955 года были предприняты усилия по стандартизации используемого оружия стран-участников блока СЕНТО с вооружением стран блока НАТО, в результате на вооружение армейских частей поступили М1918[89]
- Ирландия: использовались боевиками Ирландской республиканской армии, преимущественно «временным» крылом. Попадали в руки повстанцев как с британских складов, так и из США[90].
- Вторая Испанская Республика: 473 7,92-мм пулемёта RKM wz. 28 польского производства поступило на вооружение армии Испанской республики, они использовались в ходе войны в Испании[91].
- Италия: некоторые трофейные образцы.
- Камбоджа: поставлялись из США, использовались вооружёнными силами Камбоджи во время гражданской войны; часть попала в руки «красных кхмеров»[92].
- Канада: использовались в Корейской войне[93].
- Китайская Республика: автоматические винтовки состояли на вооружении Национально-революционной армии, использовались в японо-китайской войне и последующей гражданской войне в Китае, преимущественно производства Colt и FN Herstal под патрон 7,92 × 57 мм[2].
- Китай: огромное количество использовалось в годы гражданской войны в Китае, преимущественно производства Colt и FN Herstal под патрон 7,92 × 57 мм[94][2].
- Колумбия: поставлялись из США[85].
- Коста-Рика: поставлялись из США[95].
- Куба: использовались кубинскими правительственными войсками режима Батисты и кубинскими партизанами в борьбе против Батисты[96].
- Лаос: использовались обеими сторонами во время гражданской войны в Лаосе.
- Либерия: поставлялись из США[85].
- Люксембург: ограниченная поставка из США; также использовались попавшие из Нидерландов, Бельгии и Франции экземпляры.
- Нидерланды: ограниченная поставка из США в 1924 году, после Второй мировой войны велось производство некоторых деталей[97].
- Никарагуа: первые M1918 поступили на вооружение в 1930-е годы и оставались на вооружении Национальной гвардии до победы Сандинистской революции летом 1979 года[16].
- Норвегия: на вооружении Сухопутных войск с 1952 по 1970-е годы.
- Пакистан: на вооружении войск Пакистана, использовались в вооружённом конфликте с Индией.
- Панама: на вооружении Национальной гвардии с 1950-е по 1970-е годы.
- Польша: лицензионная копия RKM wz. 1928 под патрон 7,92 × 57 мм[2].
- Россия: ряд пулемётов попали в руки незаконных вооружённых формирований на пространстве бывшего СССР — организованных преступных группировок и даже террористических организаций[2].
- Сальвадор: поставлялись путём контрабанды[98].
- СССР: в сентябре 1939 года некоторое количество трофейных пулемётов польской армии поступило на склады РККА, в октябре — ноябре 1941 года 220 шт. 7,92-мм пулемётов были переданы со складов для вооружения войск Московской зоны обороны[99][100]. Поступили на вооружение рабочих батальонов частей народного ополчения[101][2]. Некоторое количество пулемётов поступило на вооружение пограничных войск НКВД СССР, в частности в пограничные войска Ленинградского округа[102].
- США: на вооружении вооружённых сил США до 1960-х годов, на хранении на складах Национальной гвардии США до начала 1970-х годов[16].
- Таиланд: под обозначениями ปลก.88 и ปืนเล็กกล 88.
- Нацистская Германия: в распоряжении вермахта были бельгийские трофеи под наименованием MG 127(b) и польские трофеи под наименованием leicht MG 28(p). Находились на вооружении вермахта под наименованием lMG 28(p) как минимум до осени 1944 года, поскольку при создании батальонов фольксштурма на их вооружение было передано 205 шт.
- Турция: на вооружении с 1950-е по 1980-е годы[103].
- Уругвай: поставлялись из США[85].
- Филиппины: использовалось местным контингентом США или же местными партизанами[104].
- Финляндия: в январе — феврале 1940 года Финляндия закупила в Швеции 130 шт. пулемётов Kg m/21, ещё 204 шт. были получены от шведских добровольцев. После окончания Второй мировой войны пулемёты оставались на хранении до 1958 года[105].
- Франция: около 15 тыс. пулемётов под патрон 7,92 × 57 мм было закуплено на замену устаревшему типу Шоша[15]. Также использовались вооружёнными силами Франции, Свободными французскими силами и Иностранным легионом до 1960-х годов, но при этом часто вытеснялись ручным пулемётом MAC M1924/29.
- Чили: под патрон 7,92 × 57 мм и .30-06 Springfield производства США[106].
- Швеция: лицензионная копия Kg m/21 под патрон 6,5 × 55 мм[40].
- Эфиопия: под патрон 7,92 × 57 мм[85].
- Южный Вьетнам: во время войны в Индокитае поставлялись по программе военной помощи из США для французских войск в Индокитае, затем переданы французским военным командованием на вооружение колониальных войск и вьетнамских подразделений[107]. После окончания войны в Индокитае M1918A2 поставлялись из США по программе военной помощи для южновьетнамской армии и иных военизированных формирований[108].
- Республика Корея — первые 1324 винтовки и патроны к ним были переданы по программе военной помощи из США формируемой южнокорейской армии 30 июня 1949 года[109], в дальнейшем поставлялись из США во время Корейской войны и после её окончания.
- Южный Судан: на вооружении Народной армии освобождения Судана[110].
- Япония: трофейные образцы, захваченные у китайцев и американцев. На вооружении Сил самообороны в первые годы их существования.

## В кино
- Фигурирует в приключенческой картине Роберта Уайлза «Песчаная галька» (1966), где им, наряду с ручным пулемётом Льюиса, вооружена канонерская лодка ВМС США «Сан-Пабло», действующая в 1926 году в Китае на реке Янцзы. В заключительном эпизоде фильма наглядно продемонстрированы все вышеназванные недостатки этого оружия как ручного пулемёта.